# Ulica Nowoursynowska w Warszawie
Ulica Nowoursynowska – ulica w dzielnicach Mokotów i Ursynów w Warszawie, biegnąca z przerwami od skrzyżowania z ul. Wałbrzyską i Dominikańską/Noskowskiego do skrzyżowania z ul. J. Rosoła/ul. Relaksową na południu. W latach 1960–2020 prowadziła dalej, aż do południowej granicy Lasu Kabackiego (częściowo jako droga leśna). W 2020 roku rada miasta zmieniła nazwę ostatniego, południowego odcinka ulicy na Trakt Leśny.
Ulica stanowi pozostałość dawnego szlaku handlowego – biegła tędy droga z Warszawy przez Służew w kierunku przeprawy na rzece Jeziorce na terenie dzisiejszego Konstancina-Jeziorny i dalej w kierunku Czerska. Szlak ten był częścią średniowiecznego szlaku z Francji na Ruś Kijowską.

## Opis
Ulica Nowoursynowska charakteryzuje się pełną zmiennością jakości nawierzchni. Na krótkim odcinku Wałbrzyska – Dolina Służewiecka jezdnia ma przekrój 1×4 z nawierzchnią w przeciętnym stanie z uwagi na budowę w późnych latach 80. XX wieku. Na jej następnym odcinku Dolina Służewiecka – Chłapowskiego, jezdnia zmienia przekrój na 1×2, a asfalt był tam rozkładany bezpośrednio na bruk. Fragment Chłapowskiego – Ciszewskiego/Kiedacza ma przekrój 2x2 i jest bardzo wysokiej jakości z uwagi na niedawną przebudowę (lata 2007–2008). Odcinek Nugat – Płaskowickiej ma przekrój 1×1,5 (jedna jezdnia o szerokości 4 m bez pasów), a miejscami przy skrzyżowaniach 1×2. Fragment Płaskowickiej – Rosoła jest wykonany z kocich łbów włożonych w utwardzony piach tak, że pojedyncze kostki nie dotykają siebie nawzajem. Jezdnia utrzymuje przekrój 1×1,5, ale nie poszerza się przy skrzyżowaniach.
Nazwa ulicy pochodzi połączenia Służewa z Ursynowem, a dokładniej jego najnowszą (wtedy) częścią.
W 1948 roku ulicą pojechał pierwszy na tym terenie autobus miejski linii nr 104, łączącej Dworzec Południowy z Wolicą. 
Przy ulicy, w jej południowej części, rośnie dąb Mieszko I, najstarszy w województwie mazowieckim.
Niedaleko skrzyżowania z ul. Dolina Służewiecka znajduje się figura św. Jana Nepomucena, kopia rzeźby ustawionej tam w 1864 na pamiątkę współpracy Służewa z Rządem Narodowym w czasie powstania styczniowego.

## Ważniejsze obiekty
- Kampus Szkoły Głównej Gospodarstwa Wiejskiego
- Pomnik Stanisława Staszica
- Pałac Krasińskich
- Fort Służew
- Park Dolinka Służewska z Potokiem Służewieckim
- Rezerwat przyrody Skarpa Ursynowska
- Rezerwat przyrody Las Natoliński
- Dąb Mieszko I
- Zespół pałacowo-parkowy w Natolinie
- Kolegium Europejskie